# Fredrik Strandberg
Fredrik Strandberg, född omkring 1710, död 29 april 1766, var skarprättare i Västerås och i Uppsala län på 1760-talet.
Strandberg var troligtvis son till Per Jönsson Hellbom Lindgren och tillhörde resandefolket. Han avrättade en man och en kvinna den 23 mars 1763 vid Övertjurbo härads avrättningsplats.
Strandberg blev mördad, troligtvis av förgiftning, av sin hustru Anna Stina Brandt i sitt hem i Västerås 1766. Anna Stina frihetsberövas och ställdes inför rätta och dömdes till döden som ansvarig för mordet. Hon ifrågasatte domen och yttrade "detta straff ej undergå vill". Förvånansvärt verkställdes inte dödsdomen, utan hon landsförvisas istället till Norge.
Efter Fredriks död efterträddes han av sonen Carl Fredrik Strandberg.